# 布凱斯
31°55′24″N 2°27′49″W / 31.92333°N 2.46361°W

布凱斯（阿拉伯语：‎），是阿爾及利亞的城鎮，位於該國西部貝沙爾省，由拉赫馬爾區負責管轄，面積1,760平方公里，海拔高度851米，2008年人口970，人口密度每平方公里0.6人。